# Antropología estructuralista
La antropología estructuralista o estructuralismo es una corriente teórica de la antropología. De acuerdo con ella, los fenómenos sociales pueden ser abordados como sistemas de signos o símbolos, por lo que el antropólogo debe tener cuidado en no tratarlos ni única ni principalmente como sucesos, sino como significaciones. Para hacerlo, el estructuralismo antropológico propone que hay una unidad humana que radica en su capacidad de operar lógicamente. La variedad de las culturas y de las formas en que cada sociedad aborda problemáticas similares se explicaría, desde ese punto de vista, tanto por la diversidad de elementos que se encuentran en su entorno y, muy especialmente, por el valor y significado que les son atribuidos socialmente.

## Desarrollo del estructuralismo antropológico

### Aportes de la lingüística estructural

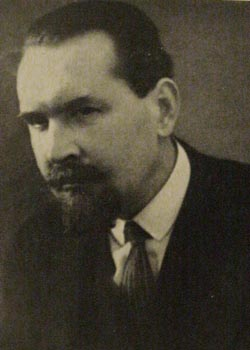
En la imagen, Nikolái Trubetskói, cuyos descubrimientos en fonología tuvieron gran influencia en el desarrollo de la antropología estructuralista.

La base de la teoría antropológica de orientación estructuralista se encuentra en la obra de Claude Lévi-Strauss (Bruselas, 1908-París, 2009). Su obra posee una fuerte influencia de la teoría lingüística, en la que profundizó a través de los escritos de Roman Jakobson y Nikolái Trubetskói, que formaban parte del Círculo de Praga, el grupo de lingüistas que prosiguió el análisis lingüístico estructural de acuerdo con el método de Ferdinand de Saussure (Descola, 2008: 4). Los lingüistas habían llegado a descubrir que los repertorios fonológicos de las lenguas no consisten en un conjunto simple de sonidos significativos. Los sonidos de un idioma constituyen un sistema organizado en redes de agrupaciones binarias. Los términos de estas agrupaciones adquieren valor significante solo cuando se oponen entre sí, de modo que los sonidos significativos en una lengua solo pueden advertirse mediante el análisis de los pares mínimos (Yule et al., 2007: 54-55).
Lévi-Strauss consideraba que los avances en el campo de la fonología representaban una revolución científica que ponían en la atención de las disciplinas sociales un cambio de enfoque. Revelaban la existencia de una estructura inconsciente que subyace a los fenómenos conscientes, cuyos elementos deben ser abordados desde la perspectiva de sus relaciones. De esa manera, los antropólogos sociales deberían aspirar a formular leyes generales con validez intercultural (Harris, 1987: 428).

### Sociología francesa
Hasta el establecimiento de la Cátedra de Antropología Social en el Colegio de Francia, en ese país no existía propiamente un desarrollo de la antropología social. Sin embargo, Lévi-Strauss afirmaba que el desarrollo que esta disciplina estaba teniendo en otros países como Gran Bretaña y Estados Unidos debía mucho a Émile Durkheim y Marcel Mauss. 
Las grandes contribuciones de Durkheim a las ciencias sociales consistieron en haber definido el objeto y campo de la Sociología y en dotarla de un método que aplicó en toda su obra, la cual aborda básicamente los fenómenos sociales de Occidente. Lévi-Strauss lo reivindicaba, junto a Boas, como uno de los “maestros que edificaron […] la antropología tal como la conocemos en la actualidad” (Lévi-Strauss, 1977: XXII), aunque no hubiese llegado a las últimas consecuencias de los principios de su propio método. De acuerdo con Lévi-Strauss, obrar de esa manera le hubiera llevado a reconocer que dentro de la categoría de lo social existen otros fenómenos muy específicos que requieren ser abordados de una manera particular que será luego desarrollada por la etnología. Durkheim consideraba que los fenómenos sociales en las sociedades que llamaba primitivas eran “casos privilegiados porque son casos sencillos. Allí las relaciones entre los hechos son más evidentes”.

Claro está que hoy en día nos hacemos la pregunta —que no turbaba para nada a Durkheim— de si ese carácter privilegiado del conocimiento etnográfico concernirá a las propiedades del objeto, o si no se explicará mejor por la simplificación relativa que afecta a todo modo de conocimiento […] El papel de la etnografía debe ser definido en otros términos: absoluta o relativamente, cada una de sus observaciones ofrece el valor de la experiencia y permite deslindar verdades generales. Nada más conmovedor ni más convincente que descifrar este mensaje a través de la obra de Radcliffe-Brown, a quien —al lado de Boas, Malinowski y Mauss— debe la etnología, hacia fines del primer cuarto de este siglo [XX], el haber conquistado su autonomía (Lévi-Strauss, 2004: 48-49).

Marcel Mauss era sobrino y alumno de Durkheim. Como él, Mauss pensaba que existen hechos sociales. Sin embargo, consideraba que estos hechos poseen ciertas especificidades de acuerdo con la esfera en la que se encuentran, y que solo algunos de ellos tienen la particularidad de movilizar diversas dimensiones de la vida de una sociedad. A estos, Mauss los llamó actos sociales totales y los consideraba como los más fértiles como materia de estudio sociológico. La forma en que Mauss abordó el potlatch en el Ensayo sobre el don fue reivindicada después por Lévi-Strauss como un ejemplo de que los fenómenos culturales son, ante todo, fenómenos de comunicación.

### Controversia en Francia
Como se ha dicho, el estructuralismo en la antropología se desarrolla a partir de la obra de Lévi-Strauss, pero particularmente con la publicación de Antropología estructural (1958), donde el autor reunió varios trabajos sueltos donde se abordaba el método de investigación que debía seguir el estructuralismo. El desarrollo de la antropología social en Francia causó controversia, pues se trataba de una disciplina joven cuyo nombre correspondía con lo que hasta ese momento se llamaba mayoritariamente etnología en el medio académico francés. Al elegir el término 'antropología', Lévi-Strauss manifestaba la intención de ampliar la definición clásica de esa disciplina (Johnson, 2003: 13).  
La antropología estructuralista se desarrolla como parte de un programa que pretendía integrar las ciencias sociales en un quehacer multidisciplinario. Lévi-Strauss era consciente de que la Antropología era una ciencia joven, la más reciente de las ciencias sociales, y, en el caso de Francia, una disciplina que tenía una débil presencia a la sombra de la sociología. En la nueva relación que Lévi-Strauss pretendía establecer entre las ciencias sociales, la antropología ocupaba un lugar central, lo que provocó reservas en los ámbitos académicos de la historiografía y la sociología (Johnson, 2003: 17-18).

## Temas relevantes en la antropología estructuralista
Las obras de los antropólogos estructuralistas abordan mayoritariamente un conjunto de temas que están estrechamente relacionados con el quehacer de los lingüistas. Entre ellos resaltan la mitología, el parentesco, el totemismo, los rituales, el arte y otros fenómenos culturales, que son siempre abordados como sistemas simbólicos de oposiciones binarias. Entre estas materias, la antropología estructuralista ha sido particularmente fecunda en el análisis de los mitos y de los sistemas de parentesco (Haidar, 1990: 159-160). 

### Pensamiento mágico
Según el estructuralismo, si se parte de que existe una identidad en el pensamiento humano, en el sentido de que todos los seres humanos están dotados de la capacidad de raciocinio y que las reglas de la lógica son constantes (Verón, 1977: XIV), el pensamiento mágico no puede más que considerarse como un sistema epistemológico con la misma validez lógica que la ciencia. De acuerdo con el estructuralismo antropológico, la magia y la ciencia no se oponen.

El pensamiento mágico no es un comienzo, un esbozo, una iniciación, la parte de un todo que todavía no se ha realizado; forma parte de un sistema bien articulado, independiente, en relación con esto, de ese otro sistema que constituirá la ciencia, salvo la analogía formal que las emparienta, que hace del primero una suerte de expresión metafórica de la segunda. Por tanto, en vez de oponer magia y ciencia, sería mejor colocarlas paralelamente como dos modos de conocimiento en cuanto a resultados teóricos y prácticos (Lévi-Strauss: 2001: 30).

Nota: No obstante la validez de este razonamientos es pobre, ya que la validez de una afirmación no está dada solo por la lógica, también está dada por las premisas. ¿Cómo obtiene el hombre esas premisas y cuán válidas son? En este punto difieren muchísimo la ciencia y la magia, no por su lógica, sino por el método de obtención de premisas y esto es algo esencial. Como humanos compartimos el raciocinio, pero son estos métodos de obtención de premisas lo que diferencia un conocimiento tan marcado por la cultura (como el mito) de una expresión un poco más liberada de ella (los hechos científicos, distintos de las interpretaciones científicas)
La antropología estructuralista no niega que la ciencia tenga mejores resultados que la magia en lo que toca a la teoría y a la eficacia de las soluciones que ofrece como medio de acercamiento a los fenómenos del entorno humano. Sin embargo, destaca que ambas operan según las mismas reglas lógicas, cuyas formalidades y reglas ya no son objeto de estudio antropológico. Lo que afirma la antropología estructuralista es que la diferencia entre ambas radica en el significado de los elementos relacionados en un fenómeno del contexto social y la manera en la que abordan el problema (Lévi-Strauss, 2001: cap. I passim).
Si se afirma que la ciencia produce mejores resultados, conviene matizar esta afirmación. Desde el enfoque estructuralista, la eficacia simbólica de un modo de conocimiento depende no solo de su éxito como medio entre el ser humano y el en torno al que pretende manipular, sino también de los sujetos que se encuentran involucrados en esos procedimientos. Los miembros de una sociedad comparten símbolos y signos, sus significados y un conjunto de creencias (mitos) sobre ellos. Para que un sistema epistemológico sea eficaz, es necesario que los involucrados en la manipulación simbólica de un fenómeno compartan el sistema de creencias (Lévi-Strauss, 1977: 178).

### Parentesco
La visión estructuralista del parentesco parte de que el matrimonio es la base de la sociedad en tanto que permite establecer vínculos entre distintos grupos por medio de la unión de sus miembros. La orientación estructuralista en el análisis antropológico del parentesco recibe el nombre de teoría de la alianza. Mientras que para los funcionalistas-estructurales la importancia del parentesco se encontraba en la descendencia de un matrimonio y las reglas que definen la herencia en cada sociedad, para los estructuralistas la esencia de esa institución es la alianza matrimonial. Este concepto abarca no sólo el lazo conyugal entre los miembros de un matrimonio, sino los vínculos que se crean entre los grupos de los que estos provienen.
Las reglas matrimoniales en cada sociedad tienen su base en la prohibición del incesto, que obliga a los varones a renunciar a los derechos sobre las mujeres de su propio grupo y los obliga a intercambiar mujeres con los hombres de otros grupos (Héritier, 2008: 9). Lo que han descubierto los especialistas es que en todos los sistemas de parentesco conocidos son los hombres los que intercambian mujeres, pero no ocurre lo contrario. Lo que intercambian los grupos no son personas, sino símbolos y, en el caso de las mujeres, lo que adquiere un grupo mediante el reclutamiento de esposas es la capacidad de reproducirse. Para Françoise Héritier las diferencias biológicas entre el hombre y la mujer son la base de una atribución diferenciada de significado para los sexos, y que hasta el momento no se ha conocido un solo sistema donde las mujeres no se encuentren sometidas al hombre por causa de la valoración diferenciada de los sexos.
Las partes relacionadas por un matrimonio constituyen el átomo del parentesco. Es una estructura básica, compuesta por un hombre y una mujer unidos en matrimonio, su descendencia y el hermano de la esposa. La presencia de estos cuatro elementos implica la formación de ciertos vínculos entre ellos. Los esposos están unidos por el lazo conyugal, su descendencia está unida a ellos por un vínculo de filiación, y entre el esposo y el hermano de su esposa se establece una relación de alianza. El valor de cada vínculo y las obligaciones que se contraen a partir de él son establecidos por las reglas de cada cultura. Ya que la prohibición universal del incesto obliga a los hombres a buscar esposas fuera de sus grupos de origen, los sistemas de parentesco refuerzan la cohesión social haciendo más densa la red de relaciones que se establecen entre distintos grupos. 
Lévi-Strauss descubrió que las reglas de los sistemas simples de parentesco no sólo definen cuáles son las categorías incestuosas para los miembros de una sociedad —es decir, establece con quiénes no es posible contraer matrimonio o tener relaciones sexuales—, sino que además prescriben la categoría de personas donde debe buscarse el futuro cónyuge. En los sistemas complejos la elección de la pareja es decisión de cada persona —tal como ocurre en las estructuras de parentesco de Occidente—. Existen además otros tipos de sistemas intermedios, semicomplejos, donde el sistema de parentesco prohíbe el matrimonio con ciertas categorías de parientes y amplía el número de categorías donde se encuentra el potencial cónyuge de cada uno.

## Debate en torno al estructuralismo antropológico
La teoría estructuralista no ha estado libre de críticas, lo que la convierte en un paradigma teórico que ha estado en el debate antropológico. Korsbaek (2003: 163-164) opina que el estructuralismo tiene dos líneas de desarrollo: una ontológica , con plena validez dentro de la antropología, y otra epistemológica, de orientación lingüística. La ambigüedad de esta distinción es la razón de que el estructuralismo sea concebido como un método —como lo definía Lévi-Strauss— o como una teoría, un estilo o una doctrina o ideología.		
A pesar de su influencia en el desarrollo de nuevos paradigmas teóricos en la Antropología social y otras ciencias afines, el estructuralismo no fue, a decir de algunos autores, un modelo de pensamiento hegemónico. Más bien fue un elemento de cohesión, en la medida en que “la intelectualidad, proviniera geográficamente o ideológicamente del lugar que sea, se aglutinaba en torno a la necesidad de disparar contra Lévi-Strauss” (Cuccheti y Mellado, 2001: 160).	